# Omar de Jesús
Omar Andrés de Jesús Borja (Quito, 29 februari 1976) is een voormalig Ecuadoraans profvoetballer.

## Clubcarrière
De Jesús speelde voornamelijk als rechtervleugelverdediger en begon zijn profcarrière bij Sociedad Deportiva Aucas waar hij van 1993 tot 2003 speelde. Daarna vertrok hij naar Club Deportivo El Nacional (2003-2007). Met die club won hij tweemaal de landstitel. Na Barcelona SC (2008-2010) sloot hij zijn loopbaan in 2011 af bij LDU Loja.

## Interlandcarrière
De Jesús speelde in totaal vijftien interlands voor Ecuador. Onder leiding van bondscoach Carlos Sevilla maakte hij zijn debuut op 31 januari 1999 in de officieuze vriendschappelijke wedstrijd tegen Denemarken (1-1).

## Erelijst
Club Deportivo El Nacional
- Campeonato Ecuatoriano

2005 (Clausura), 2006